# معركة صلخد
معركة صلخد تشير إلى اشتباك حصل بين المتمردين الدروز بقيادة سلطان باشا الأطرش و وقوات من الانتداب الفرنسي. بعد قيام متمردين باسقاط طائرة استطلاع فرنسية، والقاء القبض على طياريها الجرحى. في اليوم التالي، استطاع المتمردون من السيطرة على صلخد وحاميتها الفرنسية دون أن تواجه مقاومة كبيرة.

## معرض صور

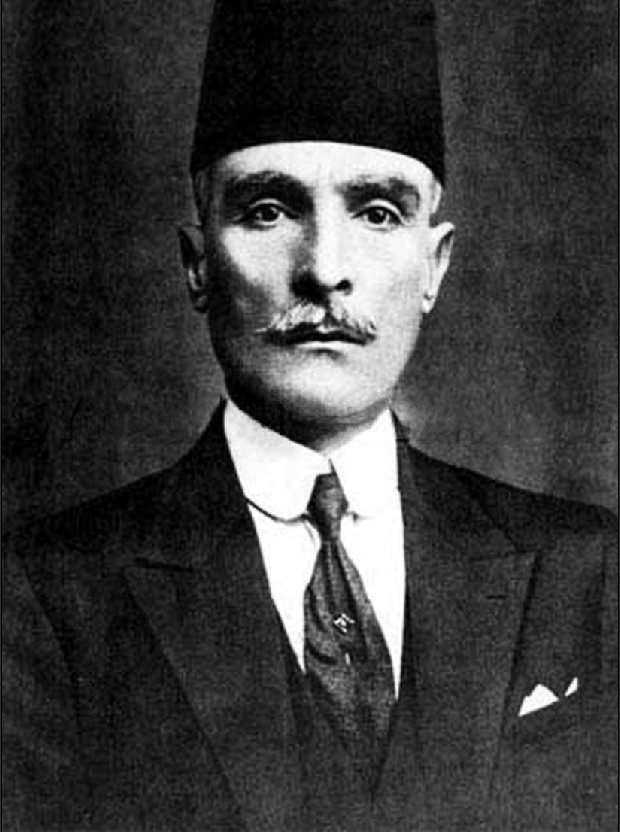
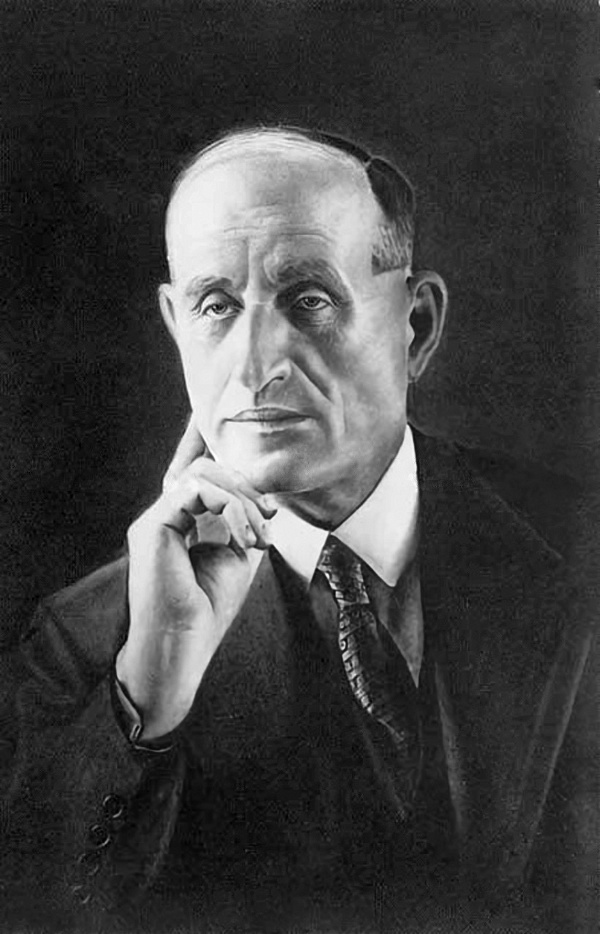
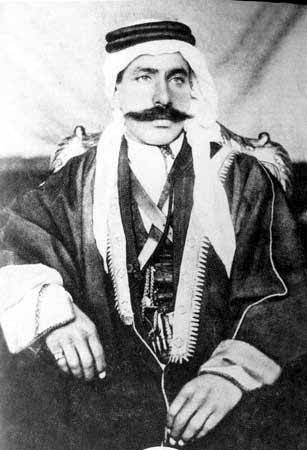
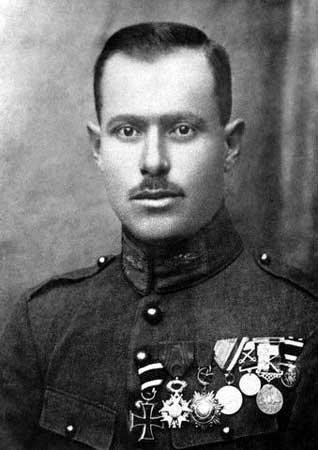
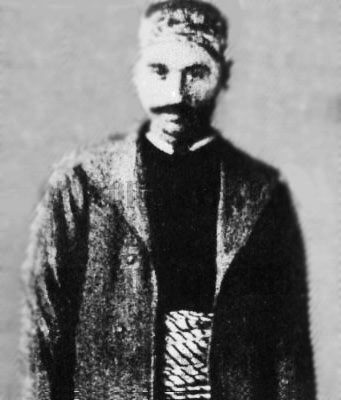

- 1=الدكتور عبد الرحمن الشهبندر
- 1=عيّاش الحاج حسين الجاسم، زعيم ومجاهد سوري من مدينة دير الزور، بدأ النضال المسلح ضد المستعمر الفرنسي في محافظة دير الزور عام 1925 تزامناً مع انطلاق الثورة السورية الكبرى في جبل العرب وغوطة دمشق، حكم عليه الفرنسيون بالنفي إلى مدينة جبلة مع أفراد عائلته بعد ادانتهم بتخطيط وتنفيذ عدة عمليات عسكرية ضد القوات الفرنسية والتي كان أخرها ملحمة عين البو جمعة، كما حكموا على ابنه الأكبر محمد بالسجن عشرين عاماً في جزيرة أرواد وأعدموا ابنه محمود رمياً بالرصاص مع عدد من المجاهدين الأخرين.

## قائمة المراجع
- Barr، James (2012). A Line in the Sand: The Anglo-French Struggle for the Middle East, 1914-1948. W. W. Norton & Company. ISBN:0393070654. مؤرشف من الأصل في 2020-02-29.
- Betts، Robert Brenton (2010). The Druze. Yale University Press. ISBN:0300048106. مؤرشف من الأصل في 2020-02-29.
- Provence، Michael (2005). The Great Syrian Revolt and the Rise of Arab Nationalism. University of Texas Press. ISBN:9780292706804. مؤرشف من الأصل في 2020-02-29.